# Elsie Haas
Pour les articles homonymes, voir Haas.
Elsie Haas, née à Port-au-Prince, est une plasticienne, peintre et réalisatrice haïtienne.

## Biographie
Née à Port-au-Prince, Elsie Haas grandit en Afrique et en Europe. Elle est envoyée à Paris à l'âge de 12 ans. En 1979, elle joue dans le film West Indies ou les nègres marrons de la liberté, de Med Hondo.
Elsie Haas fait partie des cinéastes haïtiens installés à Paris avec Michèle Lemoine, Maxence Denis, Michelange Quay.
En 1985, Safi Faye réalise un documentaire sur elle. Elsie Haas crée une association de production pour diffuser des films sans discrimination sur les peuples et leurs cultures. Elle réalise des documentaires, en Europe, Afrique et Haïti.
En 2007, elle réalise le documentaire Oppo sur des soudeurs à Conakry qui faute de clients se mettent à la sculpture. Ils récupèrent différents matériaux dans une casse de voitures. Une exposition montre leur travail à Bruxelles.
En 2012, elle est rédactrice en chef du bihebdomadaire parisien Haïti-Tribune,.

## Réalisations
- 1981 : Zaptrap
- 1984 : Les saints et les anges, 15min
- 1987 : La ronde des vodù : en hommage au peuple haïtien, 56 min
- 1999-2000 : Paris Métis (série)
- 2000 : Gens de trou d’Eau Douce – le Petit Minde de Ki-Yi
- 2001 : Oppo
- 2003 : Le temps des femmes – Bonjour la rezone (coréalisation Nixon Amilcar), 52 min
- 2005 : Le romencero, 63 min

## Distinctions
- Prix du meilleur documentaire étranger au Balckfilmakers Hall of Fame (New-York) pour La ronde des vodù